# Cimetière de Gisy-les-Nobles
Le cimetière de Gisy-les-Nobles est un cimetière situé à Gisy-les-Nobles, en France.

## Localisation
Le cimetière est situé dans le département français de l'Yonne, sur la commune de Gisy-les-Nobles.

## Description
Dans cet ancien cimetière subsiste une chapelle du xive siècle, vestige de l'ancienne église de Gisy-sur-Oreuse. Elle est entourée de quelques tombes anciennes.

## Historique
L'église située à cet emplacement est détruite en 1774. Le site est restauré en 1994.
Le cimetière est classé au titre des monuments historiques en 1924.